# پسران چرم‌پوش
پسران چرم پوش (به انگلیسی: The Leather Boys) یک فیلم سینمایی درام انگلیسی محصول سال ۱۹۶۴ که در مورد خرده فرهنگ راکر در لندن توسط یک موتورسوار همجنس گرا است.
این فیلم براساس رمانی ساخته شده‌است که توسط مأمور ادبی و ناشر لندن ، آنتونی بلوند پیشنهاد شده‌است.

## بازیگران
- ریتا تاشینگهم در نقش نقطه
- کالین کمپبل در نقش رجی
- دادلی ساتن در نقش پیت
- گلدیس هنسون در نقش گران
- آویس لندونه به عنوان مادر رگی
- لاک وود وست به عنوان پدر رگی
- بتی مارسدن در نقش مادر نقطه
- مارتین ماتیوس در نقش عمو آرتور
- جانی بریگز در نقش پسر دوست (برایان)
- جیمز چیس در نقش لس
- جفری دون در نقش آقای لونیس
- دندی نیکولز در نقش خانم استنلی
- کارمل مک شاری به عنوان رهبر اتوبوس
- سیلویا استایلز به عنوان رهگذر[۳]